# Corey Walden
Torrian Corey Walden (Ormond Beach, 5 agosto 1992) è un cestista statunitense naturalizzato serbo.

## Statistiche

### College
| Anno      | Squadra         | PG  | PT  | MP   | TC%  | 3P%  | TL%  | RP  | AP  | PRP | SP  | PP   |
| --------- | --------------- | --- | --- | ---- | ---- | ---- | ---- | --- | --- | --- | --- | ---- |
| 2010-2011 | Stetson Hatters | 24  | 24  | 32,5 | 44,1 | 34,0 | 82,5 | 3,3 | 3,3 | 2,3 | 0,2 | 12,0 |
| 2012-2013 | EKU Colonels    | 35  | 20  | 29,1 | 49,8 | 36,0 | 87,8 | 3,5 | 1,9 | 1,7 | 0,1 | 13,0 |
| 2013-2014 | EKU Colonels    | 34  | 34  | 31,5 | 49,7 | 32,5 | 83,2 | 4,1 | 2,9 | 2,2 | 0,0 | 13,8 |
| 2014-2015 | EKU Colonels    | 32  | 31  | 34,6 | 54,7 | 36,4 | 81,7 | 4,0 | 3,8 | 3,1 | 0,2 | 18,6 |
| Carriera  | Carriera        | 125 | 109 | 31,8 | 50,3 | 34,8 | 83,8 | 3,7 | 2,9 | 2,3 | 0,1 | 14,5 |

### Eurolega
| Anno      | Squadra       | PG | PT | MP   | TC%  | 3P%  | TL%  | RP  | AP  | PRP | SP  | PP   |
| --------- | ------------- | -- | -- | ---- | ---- | ---- | ---- | --- | --- | --- | --- | ---- |
| 2020-2021 | Stella Rossa  | 30 | 12 | 23,4 | 42,8 | 39,0 | 83,8 | 1,8 | 2,3 | 0,9 | 0,1 | 10,5 |
| 2021-2022 | Bayern Monaco | 25 | 21 | 22,4 | 43,8 | 42,5 | 89,2 | 1,8 | 2,5 | 1,0 | 0,0 | 9,8  |
| 2022-2023 | Bayern Monaco | 29 | 4  | 19,3 | 37,9 | 32,0 | 86,4 | 1,8 | 2,3 | 0,9 | 0,1 | 8,8  |
| Carriera  | Carriera      | 84 | 37 | 21,7 | 41,4 | 37,6 | 86,1 | 1,8 | 2,4 | 0,9 | 0,1 | 9,7  |

### Eurocup
| Anno      | Squadra  | PG | PT | MP   | TC%  | 3P%  | TL%  | RP  | AP  | PRP | SP  | PP  |
| --------- | -------- | -- | -- | ---- | ---- | ---- | ---- | --- | --- | --- | --- | --- |
| 2019-2020 | Partizan | 12 | 12 | 22,0 | 46,1 | 45,0 | 85,7 | 3,5 | 2,8 | 0,7 | 0,0 | 9,8 |
| Carriera  | Carriera | 12 | 12 | 22,0 | 46,1 | 45,0 | 85,7 | 3,5 | 2,8 | 0,7 | 0,0 | 9,8 |

## Palmarès

### Squadra
- Campionato belga: 1

Ostenda: 2016-17
- Campionato serbo: 1

Stella Rossa: 2020-21
- Coppa di Israele: 1

Hapoel Holon: 2017-18
- Coppa di Serbia: 2

Partizan Belgrado: 2020
Stella Rossa: 2021
- Coppa di Germania: 1

Bayern Monaco: 2022-23
- Lega Adriatica: 1

Stella Rossa: 2020-21
- Supercoppa ABA Liga: 1

Partizan Belgrado: 2019

### Individuale
- Ligat ha'Al MVP: 1

Hapoel Holon: 2018-19
- All-Israeli League First Team: 1

Hapoel Holon: 2018-19